# Ramsey Angela

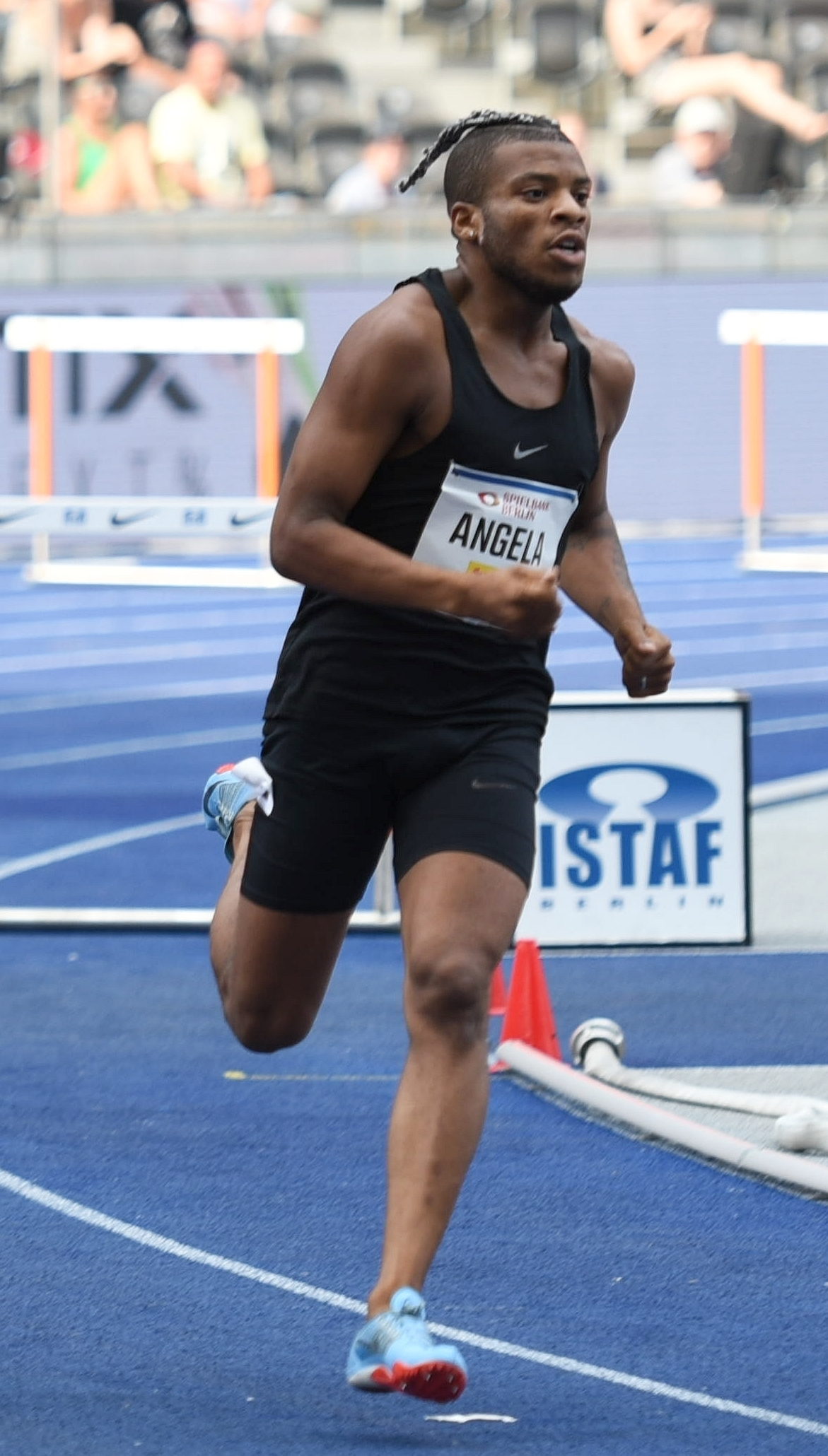
Angela, 2019

Ramsey Angela (Capelle aan den IJssel, 6 novembre 1999) è un ostacolista e velocista olandese, medaglia d'argento nella staffetta 4×400 metri ai Giochi olimpici di Tokyo 2020.

## Biografia
È apertamente omosessuale ed intrattiene una relazione con il modello olandese Pol IJpelaar.
Ha partecipato per la prima volta ai campionati olandesi giovanili nel 2015 ed è riuscito a vincere la medaglia d'oro nei 110 metri a ostacoli. Un anno dopo ha vinto gli stessi campionati sui 400 metri e nei 400 metri a ostacoli. Nel 2017 si è qualificato agli europei under 20 di Grosseto 2017 nei 400 metri ostacoli, ma non è arrivato al traguardo nel turno preliminare. 
Nel 2018 Angela ha vinto i campionati olandesi indoor under 20 nei 400 metri piano. Grazie al tempo di 50"75, si è qualificato nei 400 metri a ostacoli dei mondiali under 20 di Tampere 2018, è arrivato diciottesimo. E' stato convocato in nazionale seniores agli europei di Berlino 2018, terminando al nono posto nella staffetta 4×400 metri, gareggiando con i connazionali Tony van Diepen, Liemarvin Bonevacia e Nick Smidt.
Nel 2019 ha ottenuto il quarto posto sui 400 metri piani ai campionati olandesi indoor. A luglio ha gareggiato agli europei under 23 di Gävle 2019, dove è arrivato settimo in finale, realizzando il suo secondo miglior tempo stagionale di 50"51. 
Nel 2020 ha fatto registrare le migliori prestazioni personali sui 400 metri in 46"90 e sui 400 metri ostacoli in 49"60. 
Agli europei indoor di Toruń 2021 ha vinto la medaglia d'oro nella staffetta 4×400 metri correndo con Jochem Dobber, Liemarvin Bonevacia e Tony van Diepen, con il tempo di 3'06"06, primato nazionale sulla distanza. 
Alle World Relays di Chorzów 2021 disputati presso lo Stadio della Slesia, ha vinto la staffetta 4×400 metri, sempre con Dobber, Bonevacia e van Diepen, precedendo in finale i quartetti giapponese e botswano.
Ha rappresentato i Paesi Bassi ai Giochi olimpici di Tokyo 2020 dove ha vinto la medaglia d'argento nella staffetta 4×400 metri con Liemarvin Bonevacia, Terrence Agard e Tony van Diepen, ed ha ottenuto il quarto posto nella staffetta 4×400 metri mista, con Liemarvin Bonevacia, Lieke Klaver e Femke Bol, stabilendo il record nazionale in entrambe le specialità, fissando i nuovi primati rispettivamente in 2'57"18 e 3'10"36.

## Record nazionali
- Staffetta 4×400 metri: 2'57"18 ( Tokyo, 7 agosto 2021) (Liemarvin Bonevacia, Terrence Agard, Tony van Diepen, Ramsey Angela)
- Staffetta 4×400 metri mista: 3'10"36 ( Tokyo, 31 luglio 2021) (Liemarvin Bonevacia, Lieke Klaver, Femke Bol, Ramsey Angela)
- Staffetta 4×400 metri indoor: 3'06"06 ( Toruń, 7 marzo 2021) (Jochem Dobber, Liemarvin Bonevacia, Ramsey Angela, Tony van Diepen)

## Palmarès
| Anno | Manifestazione  | Sede     | Evento        | Risultato  | Prestazione | Note                                     |
| ---- | --------------- | -------- | ------------- | ---------- | ----------- | ---------------------------------------- |
| 2017 | Europei U20     | Grosseto | 400 m hs      | dnf        | dnf         |                                          |
| 2018 | Mondiali U20    | Tampere  | 400 m hs      | Semifinale | 51"99       |                                          |
| 2018 | Europei         | Berlino  | 4×400 m       | Semifinale | 3'04"93     |                                          |
| 2019 | World Relays    | Yokohama | 4×400 m       | Batteria   | 3'04"30     |                                          |
| 2019 | Europei U23     | Gävle    | 400 m hs      | 7º         | 50"51       |                                          |
| 2021 | Europei indoor  | Toruń    | 4×400 m       | Oro        | 3'06"06     | Miglior prestazione europea stagionale   |
| 2021 | World Relays    | Chorzów  | 4×400 m       | Oro        | 3'03"45     |                                          |
| 2021 | Europei U23     | Tallinn  | 400 m hs      | Bronzo     | 49"07       | Miglior prestazione personale            |
| 2021 | Europei U23     | Tallinn  | 4x400 m       | Finale     | dq          |                                          |
| 2021 | Giochi olimpici | Tokyo    | 4×400 m       | Argento    | 2'57"18     |                                          |
| 2021 | Giochi olimpici | Tokyo    | 4×400 m mista | 4º         | 3'10"36     |                                          |
| 2022 | Mondiali        | Eugene   | 400 m hs      | Semifinali | 49"77       |                                          |
| 2022 | Mondiali        | Eugene   | 4×400 m       | Batteria   | 3'03"14     |                                          |
| 2022 | Europei         | Monaco   | 400 m hs      | Semifinale | 49"99       |                                          |
| 2022 | Europei         | Monaco   | 4×400 m       | 5º         | 3'01"34     |                                          |
| 2023 | Europei indoor  | Istanbul | 4×400 m       | Bronzo     | 3'06"59     | Miglior prestazione personale stagionale |
| 2023 | Mondiali        | Budapest | 4×400 m       | 6º         | 3'00"40     |                                          |
| 2024 | Mondiali indoor | Glasgow  | 4×400 m       | Bronzo     | 3'04"25     | Record nazionale                         |
| 2024 | World Relays    | Nassau   | 4×400 m       | Batteria   | 3'03"02     |                                          |
| 2024 | Europei         | Roma     | 4x400 m       | Batteria   | 3'03"50     |                                          |

## Altre competizioni internazionali
2016
- Oro alla Coppa dei Campioni per club di atletica leggera - gruppo B, ( Leiria), 400 m hs - 53"92

2017
- 5º ai Giochi CARIFTA ( Leiria), 400 m hs - 55"41

2018
- Bronzo ai Giochi CARIFTA ( Nassau), 400 m piani - 47"01
- Argento ai Giochi CARIFTA ( Nassau), 400 m hs - 50"75
- Bronzo al Weltklasse Zürich ( Zurigo), 400 m hs - 51"80

2019
- 4º ai FBK Games ( Hengelo), 400 m piani - 47"44
- 6º al Weltklasse Zürich ( Zurigo), 400 m hs - 51"37
- 6º all'ISTAF Berlin ( Berlino), 400 m hs - 51"02

2020
- 8º al Bauhaus-Galan ( Stoccolma), 400 m hs - 51"90
- 7º all'ISTAF Berlin ( Berlino), 400 m hs - 51"25